# Acolastus miscellus
Acolastus miscellus is een keversoort uit de familie bladkevers (Chrysomelidae). De wetenschappelijke naam van de soort werd in 1973 gepubliceerd door Berti & Rapilly.